# José T. Joya
José T. Joya (Manila, 3 de junho de 1931 — Manila, 11 de maio de 1995) foi um artista filipino especializado em gravura, pintura, técnica mista e cerâmica.
Em 2003, ele foi condecorado postumamente com o título de por seus esforços pioneiros no desenvolvimento de um expressionismo abstrato filipino limpo.

## Biografia

### Juventude e treinamento
José Tanig Joya nasceu em Manila em 3 de junho de 1931, filho de José Joya Sr. e Assunção Tanig.
Ele começou a desenhar aos onze anos. Se inicialmente se interessa por arquitetura, desiste, não tendo as aptidões científicas exigidas. Descobriu as pinturas de Fernando Amorsolo e decidiu dedicar-se a esta arte.
Embora inicialmente formado em academicismo na Universidade das Filipinas, ele foi gradualmente influenciado pela abstração americana e pelas tendências emergentes do modernismo filipino. Estudou com artistas como Guillermo Tolentino, Irineo L. Miranda, Dominador Castaneda e Virginia Agbayani. Ele obteve o diploma de bacharel em artes plásticas em 1953, distinguindo-se por ser o primeiro Magna cum laude da universidade.
Em 1954, o Instituto de Cultura Hispánica do governo espanhol concede-lhe uma bolsa de um ano para estudar pintura em Madrid.
Depois de retornar da Espanha, Joya obteve uma bolsa Fulbright para concluir seu mestrado em pintura de 1956 a 1957 na Cranbrook Academy of Art em Michigan, Estados Unidos. Lá ele aprendeu composição em arte abstrata com os húngaros Zoltan Sepeshy e László Moholy-Nagy, em particular.

### Carreira
José Joya começa a pintar pinturas figurativas, muito convencionais, onde podemos notar a influência de Vicente Manansala e Anita Magsaysay-Ho, mas rapidamente se tornou parte do "nova onda" de artistas que desenvolvem pintura abstrata. Ele participou da importante Exposição de Arte Não Objetiva de Tagala na Galeria de Arte das Filipinas em 1953, em seguida, realizou sua primeira exposição individual no ano seguinte na mesma galeria, e obteve vários prêmios entre 1958 e 1962.
Durante a sua estada na Europa para estudar em Madrid, José Joya descobriu o expressionismo abstrato através de obras de artistas como Jackson Pollock e também de modernistas europeus como Graham Sutherland, Lucio Fontana, Francis Bacon e Henry Moore, que viu em museus em Londres, Paris e Roma. Após seu retorno de Michigan, seu trabalho enquadrou sua experiência com o expressionismo abstrato, no auge de sua popularidade nos Estados Unidos. Apesar de suas composições abstratas, Joya sempre parte de uma observação da natureza que desenha antes de iniciar o processo de pintura, como em Hills of Nikko (1964), inspirado no famoso local turístico japonês Nikkō.
Envolvida na vida artística local, principalmente por participar do Grupo de Sábado, Joya se tornou presidente da Associação de Arte das Filipinas em 1962. Ele representa as Filipinas na Bienal de Veneza de 1964 com o escultor Napoleón Abueva, pela primeira participação de seu país no prestigioso evento. Ele exibiu uma abstração horizontal de 1958 intitulada Granadian Arabesque bem como Hills of Nikko, e a própria escolha de Joya para representar as Filipinas foi um ponto de viragem no desenvolvimento da arte moderna neste país.
No final dos anos 1960, ele recebeu bolsas das Fundações Rockefeller e Ford, que lhe permitiram pintar e estudar no Pratt Institute em Nova York entre 1967 e 1969.
Joya descobre a pintura acrílica nos anos 1970, que aprecia particularmente pelos tons claros e pela secagem rápida da tinta. Enquanto continuava a pintar telas enormes como Binhi (1971), o afresco PICC ou Sangley Point-Dacion En Pago (1977) e Barter in Panay (1978), Joya tentou misturar escultura-pintura usando placas de cerâmica até meados dos anos de 1980. Na década de 1970, Joya pintou dois grandes murais, Lanterns of Enlightenment e Mariveles, que apresentam uma interação vívida de formas e tons.
Reitor da Faculdade de Belas Artes da Universidade das Filipinas de 1970 a 1978, ele modernizou o programa de estudos e criou bolsas de estudo. Ele revigora aulas de desenho de nudez abrindo aulas em todos os níveis, variando modelos e organizando excursões, apesar das leis marciais de Ferdinand Marcos. José Joya tornou-se titular da Cátedra Amorsolo da Universidade das Filipinas em 1985 e foi Presidente do Comitê Nacional de Artes Visuais da Comissão Nacional de Cultura e Artes de 1987 até sua mort.

### Últimos anos
Em 1981, uma retrospectiva apresentando cerca de 200 œuvres de Joya foi organizada no Museu de Arte das Filipinas. Em 1987, o governo francês concedeu-lhe o título de Chevalier des Arts et des Lettres.
José T. Joya morreu em Manila em 11 de maio de 1995 após uma operação de próstata.
Em 2003, ele foi condecorado postumamente com o título de por seus esforços pioneiros no desenvolvimento da arte abstrata filipina. Uma retrospectiva de seu trabalho aconteceu em agosto de 2011 no Museu Nacional das Filipinas.